# روي شابمان
روي شابمان (بالإنجليزية: Roy Chapman)‏ (18 مارس 1934 ببرمنغهام في المملكة المتحدة - 21 مارس 1983 بستوك أون ترينت في المملكة المتحدة) هو مدرب كرة قدم ولاعب كرة قدم بريطاني في مركز الهجوم. لعب مع أستون فيلا وبورت فايل ونادي تشستر سيتي وستافورد رينجرز ولينكولن سيتي أف سي ونادي مانسفيلد تاون.

## وصلات خارجية
- روي شابمان على موقع عالم كرة القدم.نت (الإنجليزية)